# Nos voisins, les hommes : Zamy pète les plombs !
Nos voisins, les hommes : Zamy pète les plombs ! (Over the Hedge: Hammy Goes Nuts!) est un jeu vidéo édité par Activision et sorti en 2006 sur Game Boy Advance, Nintendo DS et PlayStation Portable.

## Synopsis
Le jeu est basé sur le film d'animation Nos voisins, les hommes et fait suite à une première adaptation.

## Système de jeu
Les trois versions sont très différentes :
- sur Game Boy Advance, il s'agit d'un jeu de minigolf ;
- sur Nintendo DS, il s'agit d'un jeu d'action-aventure ;
- sur PlayStation Porable, il s'agit d'un jeu de plates-formes.

## Accueil
- Jeuxvideo.com : 11/20 (GBA)[1] - 8/20 (DS)[2] - 10/20 (PSP)[3]